# Aszendent Liebe
Aszendent Liebe ist ein deutscher Fernsehfilm, der am 24. Mai 2002 bei Das Erste im Rahmen der Anthologie-Serie Im Zeichen der Sterne zum ersten Mal ausgestrahlt wurde. Regie führte Helmut Metzger. Die Hauptrollen spielten Anica Dobra und Peter Sattmann.

## Handlung
Der Astronom Prof. Dr. Robert von Reichenbach ist ein nüchterner Wissenschaftler, der nur an Fakten interessiert ist. Da die von ihm geleitete Sternwarte immer weniger Besucher anlockt, stellen seine Angestellten ohne Roberts Erlaubnis die junge Astrologin Lena Moosbach ein. Ihr gelingt es, die Sternwarte wieder zum Publikumsmagneten zu machen. Obwohl Robert zuerst ablehnend ist, verliebt er sich nach einiger Zeit in Lena.
Roberts Freundin Monika missfällt aber dessen Interesse an Lena und sie lässt die Nachricht verbreiten, dass Lena ihren Doktortitel nur vorgetäuscht habe. Dadurch kommt es vorerst zum Zerwürfnis zwischen Robert und Lena, was aber durch Roberts Tante Olga wieder geklärt werden kann.

## Kritik
„Fürs Fernsehen produzierte Liebeskomödie, die altbekannte Konflikte und Reibereien vor der Kulisse von Sternenkunde und -deuterei in Szene setzt.“